# Бајвати
Бајвати су насељено мјесто у Босни и Херцеговини у општини Завидовићи које административно припада Федерацији Босне и Херцеговине. Према попису становништва из 1991. у насељу је живјело 1.481 становника.

## Становништво
| Националност       | 1991.          | 1981.          | 1971.        |
| Муслимани          | 1.477 (99,72%) | 1.161 (99,40%) | 658 (99,09%) |
| Срби               | 0              | 0              | 3 (0,45%)    |
| Хрвати             | 0              | 0              | 0            |
| Југословени        | 0              | 4 (0,34%)      | 3 (0,45%)    |
| остали и непознато | 4 (0,27%)      | 3 (0,25%)      | 0            |
| Укупно             | 1.481          | 1.168          | 664          |